# Castello di Caister

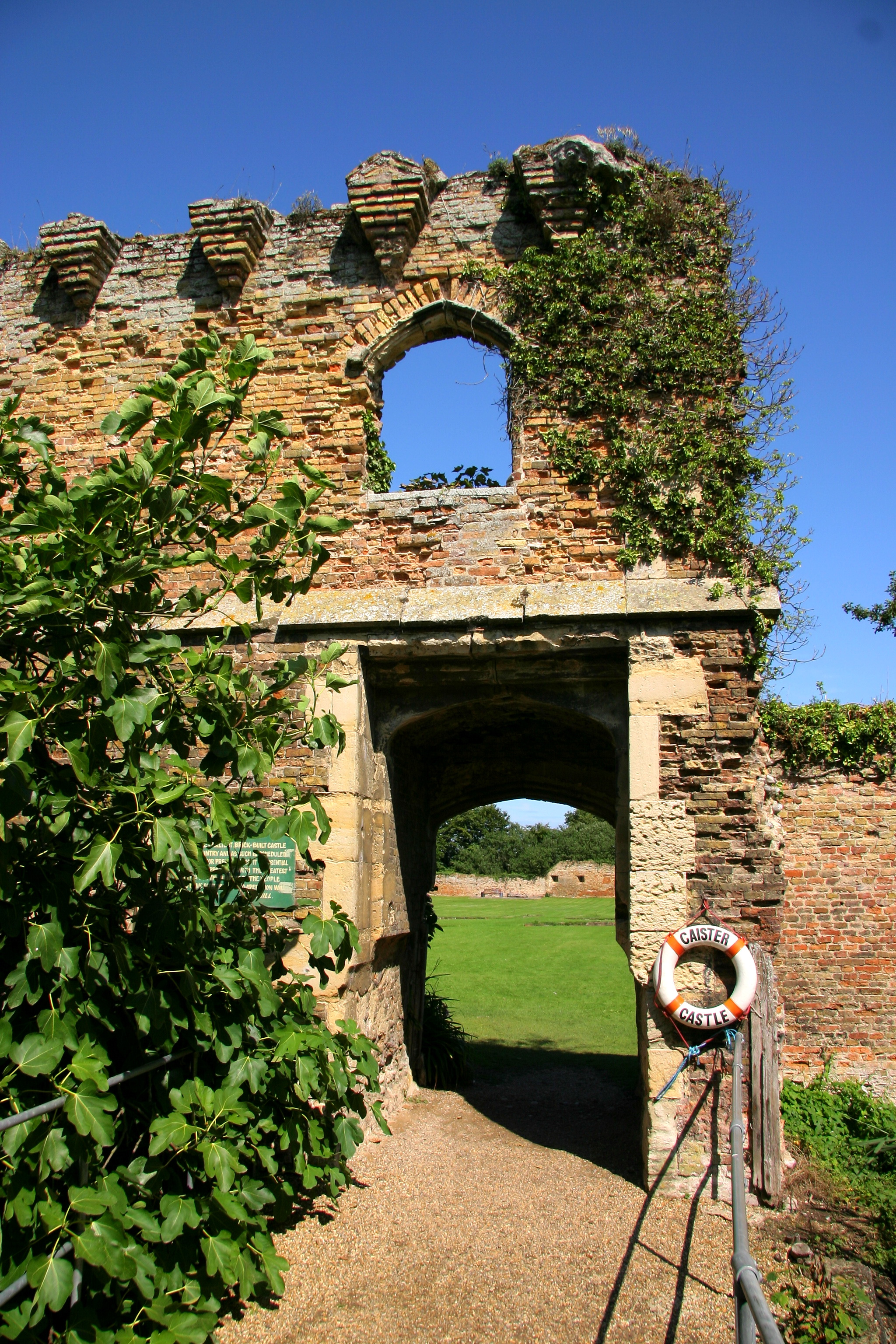
Un'ala del castello

Il castello di Caister (in inglese: Caister Castle) è un castello del villaggio inglese di  West Caister, nei pressi di Caister-on-Sea, nel Norfolk (Inghilterra sud-orientale), costruito tra il 1432 e il 1436 o 1446 da Sir John Falstof (colui che, insieme a John Oldcastle, ispirò a William Shakespeare il personaggio di John Falstaff). Il castello, classificato di primo grado, costituisce uno dei più antichi esempi di costruzione in mattoni in Inghilterra.

## Storia
La famiglia Falstof era proprietaria delle tenute di West Caister e di Caister Hall sin dal 1363.
La costruzione del castello di Caister iniziò nel 1432 per volere di Sir John Falstof (1380-1459). I soldi per la costruzione del castello erano il frutto del riscatto di un cavaliere francese, che Falstof aveva tenuto prigioniero.
L'edificio fu realizzato nel luogo dove sorgevano un maniero e una cappella. La costruzione dell'edificio terminò nel 1436 o comunque prima del 1440, anche se come data ufficiale di apertura compare il 1446, anno della visita del duca del Norfolk; il costo della costruzione ammontò a circa 6046 sterline.
Alla morte di John Falstof, avvenuta nel 1459, il castello di Caister passò nelle mani di una famiglia amica di Falstof, i Paston (noti per le Paston Letters). La famiglia Paston, in particolare Sir John Paston, che era il legale di Falstof, fece apportare delle aggiunte all'edificio nel 1468.
La proprietà del castello venne però reclamata dal duca del Norfolk, che la ottenne con la forza, attaccando l'edificio nel 1469 con l'aiuto di un esercito di 3.000 o 30.000 uomini. In seguito a quell'attacco, l'edificio subì gravi danni..
Dopo la morte del duca, l'edificio tornò poté però tornare in possesso della famiglia Pastor, che abitò nel castello fino al 1599, anno in cui costruirono una residenza più confortevole.
Il castello, rimasto disabitato, cadde quindi progressivamente in stato di abbandono e, nel corso del XVIII secolo, venne in parte demolito e il materiale riutilzzato per la costruzione di altri edifici.

## Architettura
L'edificio è a pianta rettangolare e presenta una torre dell'altezza di 90 piedi e a cinque piani.
A fianco del castello, si trova la Caister Hall, un edificio fatto costruire nel XV secolo dalla famiglia Paston e che ora ospita il Caister Hall Car Museum, uno dei più forniti musei privati di automobili del Regno Unito.

## Leggenda
Secondo una leggenda, nel XV secolo si aggirava nel cortile del castello una carrozza guidata da un fantasma.